# Georg Rudolph Gambs

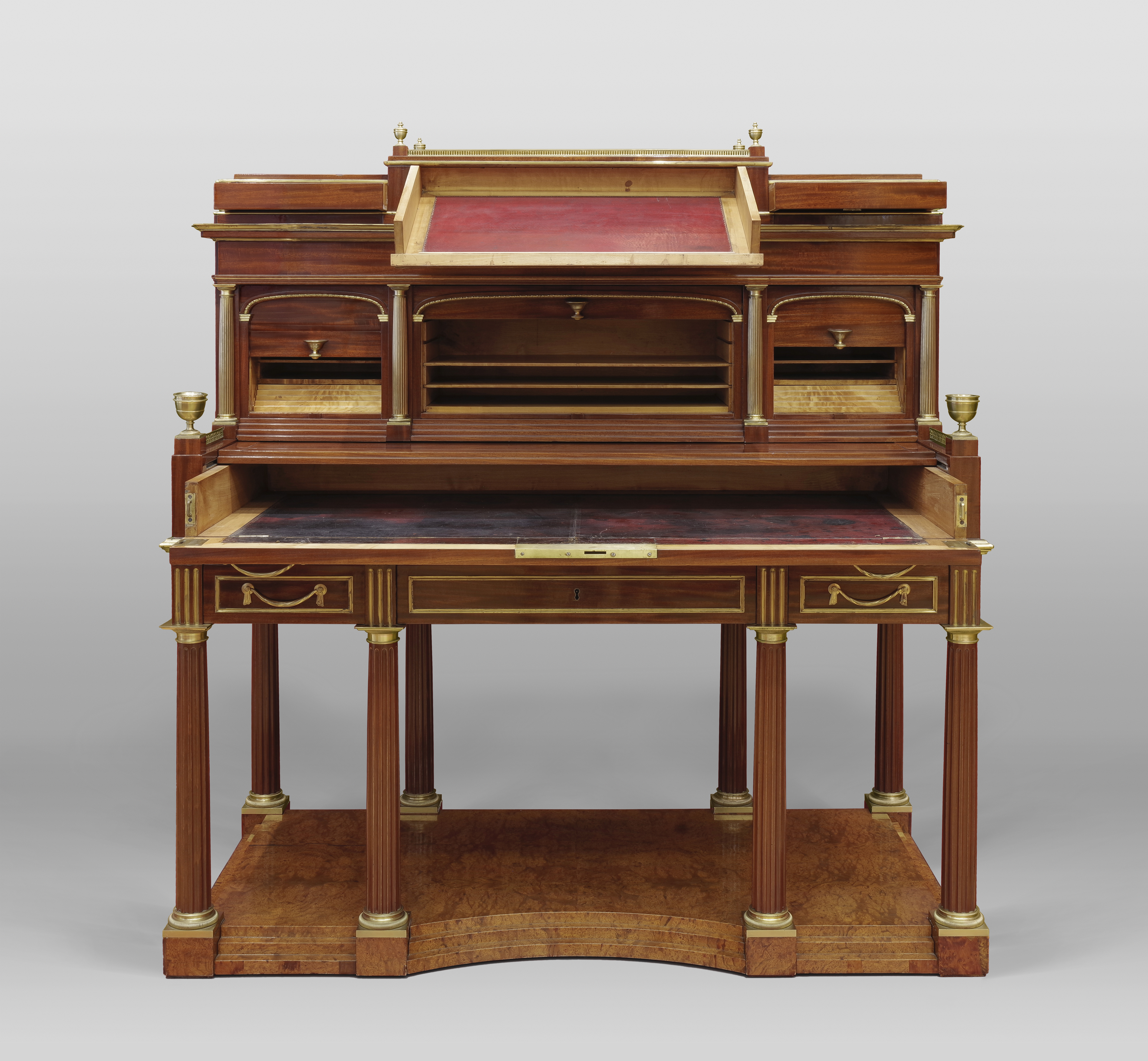
Schreibmöbel geöffnet, Georg Rudolph Gambs, Karlsruhe 1804.

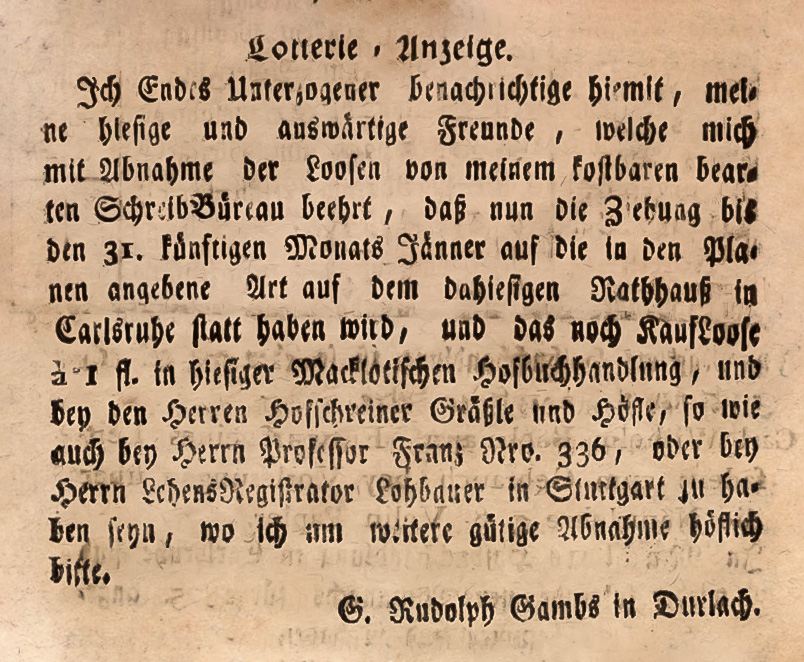
Anzeige von Georg Rudolph Gambs zur Lotterie des "mechanischen Schreibbureaus", Karlsruher Zeitung, 31. Dezember 1804

Georg Rudolph Gambs (* 5. März 1775 in Durlach; † 18. Dezember 1834 in Karlsruhe) war ein deutscher Ebenist  und Hofschreiner am Karlsruher Hof. 

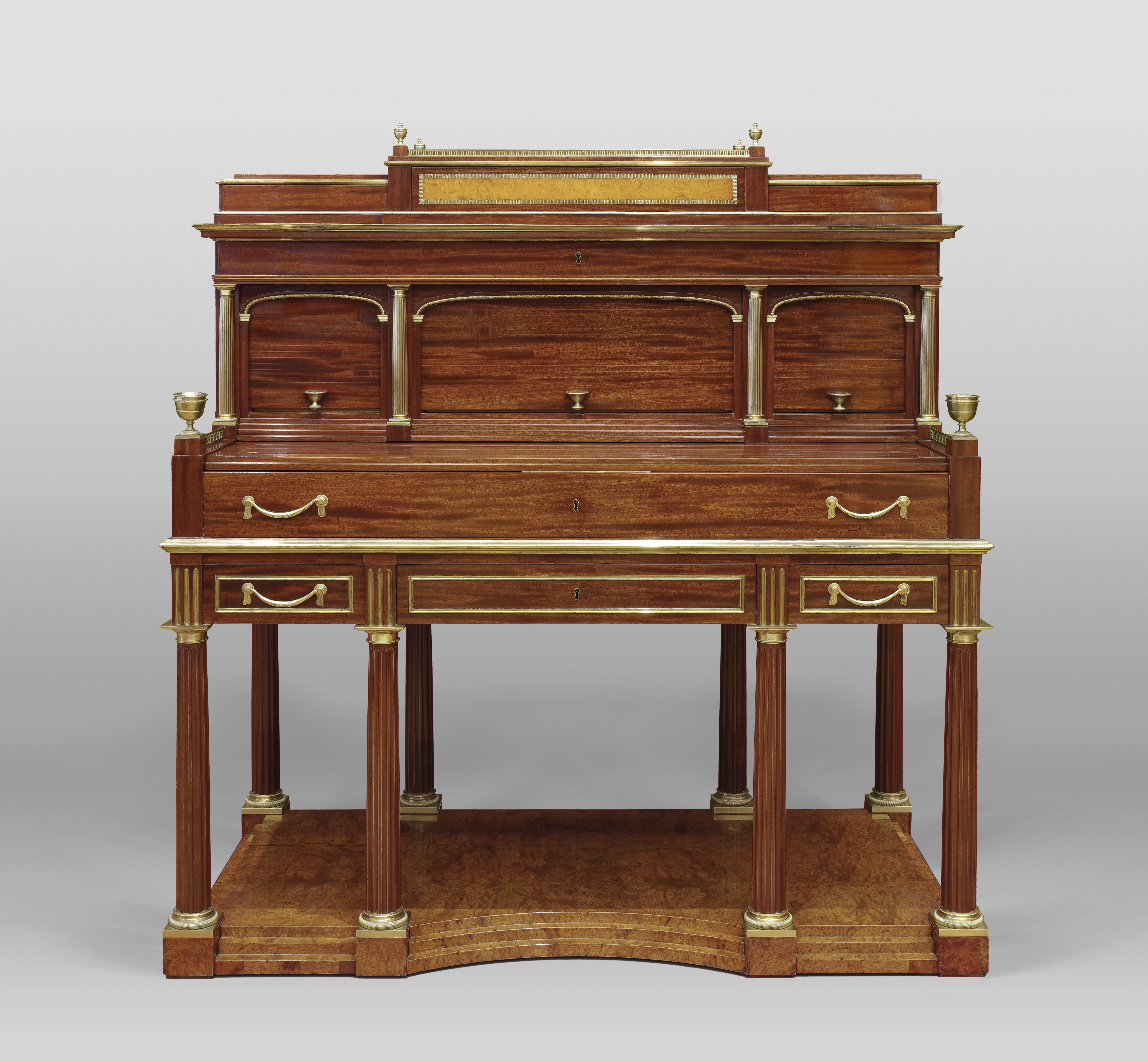
Schreibmöbel, Georg Rudolph Gambs, Karlsruhe 1804. Roentgen-Museum Neuwied, Inventarnummer 3449.

## Leben
Georg Rudolph Gambs wurde am 5. März 1775 als Sohn des Schreiners Philipp Heinrich Gambs d. J. (1747–1806) und seiner ersten Frau Christina Barbara Goldschmidt (1743–1794) in Durlach geboren. Nach Abschluss seiner Schreinerlehre begibt er sich auf die Wanderschaft, welche für Meistersöhne gewöhnlich 4 Jahre betrug. Selbst resümiert er dazu „dass er in mehreren der ersten Städte Europas, und namentlich zuletzt einige Jahre hindurch zu Petersburg“ gearbeitet hat. In St. Petersburg hatte sich sein Vetter aus Durlach, Heinrich Gambs, niedergelassen und am 22. November 1795, „ein Magazin von Meublen aller Art“ eröffnet und sich als „Mechanicus“ von David Roentgen empfohlen. Georg Rudolph ist archivalisch im Jahr 1802 unter der Wohnadresse Heinrich Gambs’ in der Gartenstraße Nr. 36 nachweisbar. Es ist jedoch gesichert, dass er sich bereits im Sommer 1801 in St. Petersburg aufhielt, da ein Treffen zwischen Amalie Markgräfin von Baden und ihrem Mann, dem badischen Erbprinzen Karl Ludwig stattgefunden hat, bei dem Gambs die Position des Hofschreiners in Karlsruhe angeboten wurde. Obwohl er ursprünglich die Absicht hatte in Petersburg zu bleiben, folgte er unterthänigst dem Ruf des Erbprinzen und kehrt im Herbst 1802 oder zu Jahresbeginn 1803 nach Karlsruhe zurück. Bevor er dort offiziell im März 1806 zum Hofschreiner ernannt wird, ließ er sich höchstwahrscheinlich in seinem Elternhaus in Durlach in der vertrauten Werkstatt seiner Lehrjahre nieder, um „ein vorzügliches Kunstwerk aufzustellen, das mich nicht nur in der Nähe, sondern auch in einem weiteren Kreise bekannt machen könnte“. Von Beginn an plant er das hier genannte Möbel nach der Fertigstellung über eine Lotterie abzusetzen, Möbellotterien waren im frühen 19. Jahrhundert ein relativ gängiger Weg, Liquiditätsengpässe zu überbrücken oder sich von veraltetem Mobiliar zu trennen. Im Hauptstaatsarchiv Stuttgart hat sich der persönlich von Georg Rudolph Gambs ausgefertigte Lotterieplan des Möbels erhalten, darin befinden sich eine Beschreibung der vielen Funktionen und Mechanismen des Möbels sowie eine perspektivische Zeichnung. Nach dem Verkauf von 1300 Losen endet die Lotterie am 28. März 1805 mit der Ausspielung im Karlsruher Rathaus – die Losnummer 887 gewinnt das Schreibmöbel. Der Archivfund des Lotterieplans belegt Datierung und Urheberschaft eines erhaltenen Möbels im Neuwieder Roentgen-Museum mit der Inventarnummer 3449 zweifelsfrei. Er eröffnet damit ein neues Kapitel über einen bisher nur namentlich erwähnten Ebenisten. Im Gegensatz zu seinem bekannteren Vetter Heinrich Gambs, dessen Autorenschaft für viele Möbel belegt ist, kannte man von Georg Rudolph Gambs bisher kein einziges Stück. Durch den erhaltenen Lotterieplan kann ihm nun erstmals ein konkretes Werk zugeordnet werden.
Zeitgleich mit der Aufnahme seiner Tätigkeit als Hofschreiner in Karlsruhe, trat das Großherzogtum Baden dem Rheinbund bei und verpflichtete sich damit zur Teilnahme an sämtlichen Kriegen des französischen Kaiserreichs. In den folgenden Jahren wirken sich die enormen Kriegskosten stark auf die bei Hofe tätigen Handwerker aus und die badische Hofhaltung muss auf ein Minimum reduziert werden. Am 23. April 1818 werden Gambs die Räume der Hofschreinerei gekündigt, weil die Werkstatt zur Einquartierung von Truppen verwendet werden sollte. Seiner Wirkungsstätte und auch seiner Unterkunft beraubt, stürzt er sich durch den Ankauf eines Wohnhauses mit eigener Werkstatt in hohe Schulden. Aus dieser prekären finanziellen Situation kann sich Georg Rudolph Gambs nicht mehr erholen und so inseriert er am 1. März 1829 in der Zeitung: „Jedermann wird gewarnt, auf meinen Namen etwas zu borgen, indem ich für keine Zahlung gut bin. Gambs Hofschreiner“. Georg Rudolph Gambs stirbt am 18. Dezember 1834 in Karlsruhe.

## Privates
Am 14. Januar 1806 heiratete Georg Rudolph Gambs die 19-jährige Rebeka Gräßle. Am 20. Oktober 1806 wird der Familie ein Stammhalter geboren: Johannes Karl Gambs. Ihm werden in den nächsten Jahren noch neun Geschwister folgen, von denen allerdings vier im Kindesalter starben.